# Agathiphaga
Agathiphaga es un género de insectos del orden de los lepidópteros, el único de la familia Agathiphagidae y del suborden Aglossata. Este linaje de lepidópteros primitivos ("polillas del kauri" en inglés) con aspecto de tricópteros fue considerado por Lionel Jack Dumbleton en 1952 como un nuevo género de Micropterigidae. Describió dos especies, una encontrada en Queensland, al este de Australia y la otra distribuida desde Fiyi a Vanatu y las Islas Salomón.
Las orugas se alimentan únicamente de Agathis (Araucariaceae) y están actualmente consideradas el segundo linaje vivo más primitivo de lepidópteros después de Micropterigoidea y colocado en otro suborden. Remarcablemente, se ha anunciado que la larva puede sobrevivir durante 12 años en diapausa o reposo metabólico, durabilidad que posiblemente es un prerrequisito para su posible dispersión por las islas del Pacífico en las semillas de Agathis.